# Gongylanthus pringlei
Gongylanthus pringlei là một loài rêu trong họ Arnelliaceae. Loài này được Underw. ex Steph. mô tả khoa học đầu tiên năm 1906.